# Uno (cançó)
Uno és un senzill del disc debut de la banda anglesa Muse, Showbiz. Va ser el primer senzill de la banda, encara que anteriorment ja havien llançat dos EP. Va ser llançat al Regne Unit el 14 de juny de 1999, en els formats de CD i en vinil de 7". La cançó va ser gravada i barrejada en els Estudis Sawmill, Cornualla i en els Estudis RAK, de Londres. Tot i que el senzill va estar poc temps a les ràdios, va arribar al lloc 73 en la taula de senzills britànica. La cançó entra dins dels estils de rock alternatiu i hard rock.
La cançó també apareix tocada en viu en el DVD Hullabaloo Soundtrack.

## Videos
Es van filmar tres vídeos per a aquesta cançó. El primer va ser gravat a Tower Bridge, junta amb enregistraments d'actuacions en viu. La banda va descriure aquest vídeo com vergonyós, desastrós i terrible.
La segona versió mostra a la banda tocant en una habitació d'hotel. Una dona ronda pels passadissos intentant trobar-los.
La tercera versió es compon completament d'actuacions en viu.

## Llista de cançons

### CD
1. "Uno" - 3:38
2. "Jimmy Kane" - 2:59
3. "Forced In" - 4:17

### Vinil 7"
1. "Uno (Alternative Version)"
2. "Agitated" - 2:19

### Edició francesa
1. "Uno" - 3:38
2. "Jimmy Kane" - 2:59
3. "Forced In" - 4:17

### Edició alemanya
1. "Uno (edició per a ràdio)"
2. "Pink Ego Box" - 3:32
3. "Do We Need This?" - 3:24
4. "Muscle Museum (Video)"